# Hämnden är rättvis
Hämnden är rättvis (engelska: Crossfire) är en amerikansk långfilm från 1947 i regi av Edward Dmytryk, med Robert Young, Robert Mitchum, Robert Ryan och Gloria Grahame i rollerna. Filmen behandlar antisemitism, ett ämne som även behandlades i det årets Oscarsvinnare för Bästa film: Tyst överenskommelse. John Paxton skrev manuset, baserad på boken The Brick Foxhole av Richard Brooks. Filmen fick ett flertal Oscarsnomineringar, och var den första b-filmen som fick en nominering för Bästa film.

## Handling
Polisen Finlay (Robert Young) kallas in för att undersöka det brutala mordet på Joseph Samuels (Sam Levene). Finlay upptäcker snart att mördaren finns bland en grupp före detta soldater som hade setts med Samuels och hans kvinnliga vän i en hotellbar under natten.
Under tiden försöker Sergeant Keeley (Robert Mitchum) att rentvå sin vän Mitch (George Cooper) från misstankar i fallet genom att själv undersöka mordet. I tur och ordning berättar de misstänkta soldaterna för respektive utredare vad som hände under natten (visat genom en flashback i filmen). Tillsammans kan Finlay och Keeley lägga ett pussel av alla minnesfragment för att komma fram till vad som har skett. Finlay gillrar en fälla för att fånga mördaren.

## Rollista
| Robert Young     | – Finlay        |
| Robert Mitchum   | – Keeley        |
| Robert Ryan      | – Montgomery    |
| Gloria Grahame   | – Ginny         |
| Paul Kelly       | – The Man       |
| Sam Levene       | – Samuels       |
| Jacqueline White | – Mary Mitchell |
| Steve Brodie     | – Floyd         |
| George Cooper    | – Mitchell      |
| Richard Benedict | – Bill          |
| Tom Keene        | – Detective     |
| William Phipps   | – Leroy         |
| Lex Barker       | – Harry         |
| Marlo Dwyer      | – Miss Lewis    |

## Produktion
Detta blev sista filmen som regissören Edward Dmytryk och manusförfattaren John Paxton gjorde för RKO Pictures. De blev efter filmen båda uppkallade till kongressens utfrågningar om kommunister inom filmvärlden och efter att ha vägrat samarbeta blev de båda svartlistade i Hollywood.
Det var producenten Adrian Scott som bestämde sig för anpassa romanen The Brick Foxhole för film. Boken hade ett flertal spretade historier, alla byggda på grundtemat om soldaters frustrationer efter att kriget tagit slut och de återvänt hem. En av historierna behandlade mordet på en homosexuell soldat och Adrians idé var att anpassa denna del till film, men byta ut den homosexuella mannen mot en heterosexuell jude, och på det viset kunna behandla antisemitism och rasism på ett sätt som inte hanterats i Hollywood tidigare.
På grund av romanens handling fick man först problem med Hayskoderna som styrde vad som var acceptabelt att visa på film i Hollywood. Joseph Breen som arbetade för Motion Picture Association of America beskrev 1945 romanen som "komplett oacceptabel på omkring 12 punkter". Efter att manusförfattaren tagit bort alla spår av homosexualitet i manuset gav dock Breen sitt OK till filmen, men varnade för att det inte fick förekomma några undertoner av homosexualitet i Samuels förhållanden till de andra soldaterna ("no suggestion of a 'pansy' characterization about Samuels or his relationship with the soldiers.").

## Mottagande
På recensionssammanställaren Rotten Tomatoes har 81% av kritikerna gett filmen en positiv recension, baserat på 16 recensioner.
Filmen gick med $1 270 000 i vinst.

## Utmärkelser
Vinster
- Filmfestivalen i Cannes: Pris, Bästa sociala film (Prix du meilleur film social); 1947.[8]
- Edgarpriset: Bästa Film

Nomineringar, Oscarsgalan 1948
- Bästa manliga biroll - Robert Ryan.
- Bästa kvinnliga biroll - Gloria Grahame.
- Bästa regi - Edward Dmytryk.
- Bästa film - Adrian Scott, producent.
- Bästa manus efter förlaga - John Paxton.

Andra nomineringar
- BAFTA: Bästa film